# Liste der Michigan State Historic Sites im Missaukee County

Lage des Missaukee Countys in Michigan

Diese Liste der Michigan State Historic Sites im Missaukee County nennt alle als Michigan State Historic Site eingestuften historischen Stätten im Missaukee County im US-Bundesstaat Michigan. Die mit † markierten Stätten sind gleichzeitig im National Register of Historic Places eingetragen.
| Name                                                        | Bild | Lage                                    | Ort           | Eintrag seit  |
| ----------------------------------------------------------- | ---- | --------------------------------------- | ------------- | ------------- |
| Lake City United Methodist Church Informational Designation |      | 301 East John Street                    | Lake City     | 5. Dez. 1986  |
| Swedish Lutheran Church                                     |      | nördlich der Kreuzung von M-55 und M-66 | bei Lake City | 10. Sep. 1979 |

## Belege
1. ↑  National Register Information System. In: National Register of Historic Places. National Park Service, abgerufen am 13. März 2009 (englisch).